# HJ-8 (ミサイル)
HJ-8（中国語: 红箭-8, 英: Hongjian-8）は、中国が開発した第2世代対戦車ミサイル。
SACLOSを採用している。中国陸軍をはじめとする多くの軍で採用されており、パキスタンではバクタ・シカン（英: Baktar Shikan）としてライセンス生産されている。

## 来歴
中国陸軍は、1979年よりHJ-73（红箭-73）の配備を開始した。これは、第四次中東戦争で有名となったソ連製の9M14 マリュートカをエジプトから入手してコピーしたもので、中国陸軍が初めて大量配備した対戦車ミサイルであった。
しかし、1970年代の時点で既に他国では新世代の対戦車ミサイルの採用が進んでおり、アメリカではBGM-71 TOWとM47 ドラゴン、ソ連では9M111 ファゴットと9M113 コンクールス、西ヨーロッパではミランとHOT、日本では79式対舟艇対戦車誘導弾などが配備されつつあった。これらはいずれもSACLOSを採用しており、HJ-73など第1世代対戦車ミサイルが採用するMCLOSよりも高精度・高速で、また、反撃を受けるリスクも抑えられるなど、あらゆる面で優れていた。
このことから、中国はSACLOSを採用した対戦車ミサイルの取得を目指すようになった。この時期、既に中ソ対立が表面化しており、ソ連から9M111や9M113などの技術供与を受けることは望みえなかったことから、1977年、独自の開発が決定された。

## 開発と設計
1977年に開発計画が正式決定される以前、1970年代初頭より、既に中国はSACLOS方式の対戦車ミサイルの開発に着手していた。ただし、この新世代対戦車ミサイルに対して提示された要求は多くの挑戦を要求したことから、開発は難航した。開発に際しては、フランスより調達されたHOTが参考にされたとされている。
HJ-8は、誘導方式として赤外線による有線式SACLOSを採用している。昼間の射程は、当初は3,000メートルであったが、のちの改良で4,000メートルに延伸された。装甲貫通能力も、当初は均質圧延鋼装甲（RHA）換算で800ミリメートルであったが、のちの改良で1,000ミリメートルとされたほか、爆発反応装甲対策としてタンデム弾頭の採用も行われた。
ミサイルは、円筒型コンテナ内に密封されており、このコンテナごと発射機に装填される。重量上の問題から人力担送は困難で、BGM-71 TOWや79式対舟艇対戦車誘導弾と同様に、軽車両で輸送して軽車両上ないしは地上に降ろして三脚上から射撃されることになる。運用人員は4名。また、85/89式装甲兵員輸送車や92式装輪装甲車に4連装発射機を搭載した対戦車車両型も確認されている他、WZ-9武装ヘリコプターにも8発まで装備可能である。

## 運用
中国陸軍においては1984年に制式採用され、1988年より部隊配備が開始された。また、広く輸出に供され、下記の国々で運用されている。
なお、HJ-8はボスニア・ヘルツェゴビナ紛争において実戦投入された。ボシュニャク人民兵組織がスルプスカ共和国軍のM-84主力戦車を攻撃した際には、その前面装甲を貫通し、撃破している。

### 採用国
HJ-8
- アルバニア
- バングラデシュ[3]

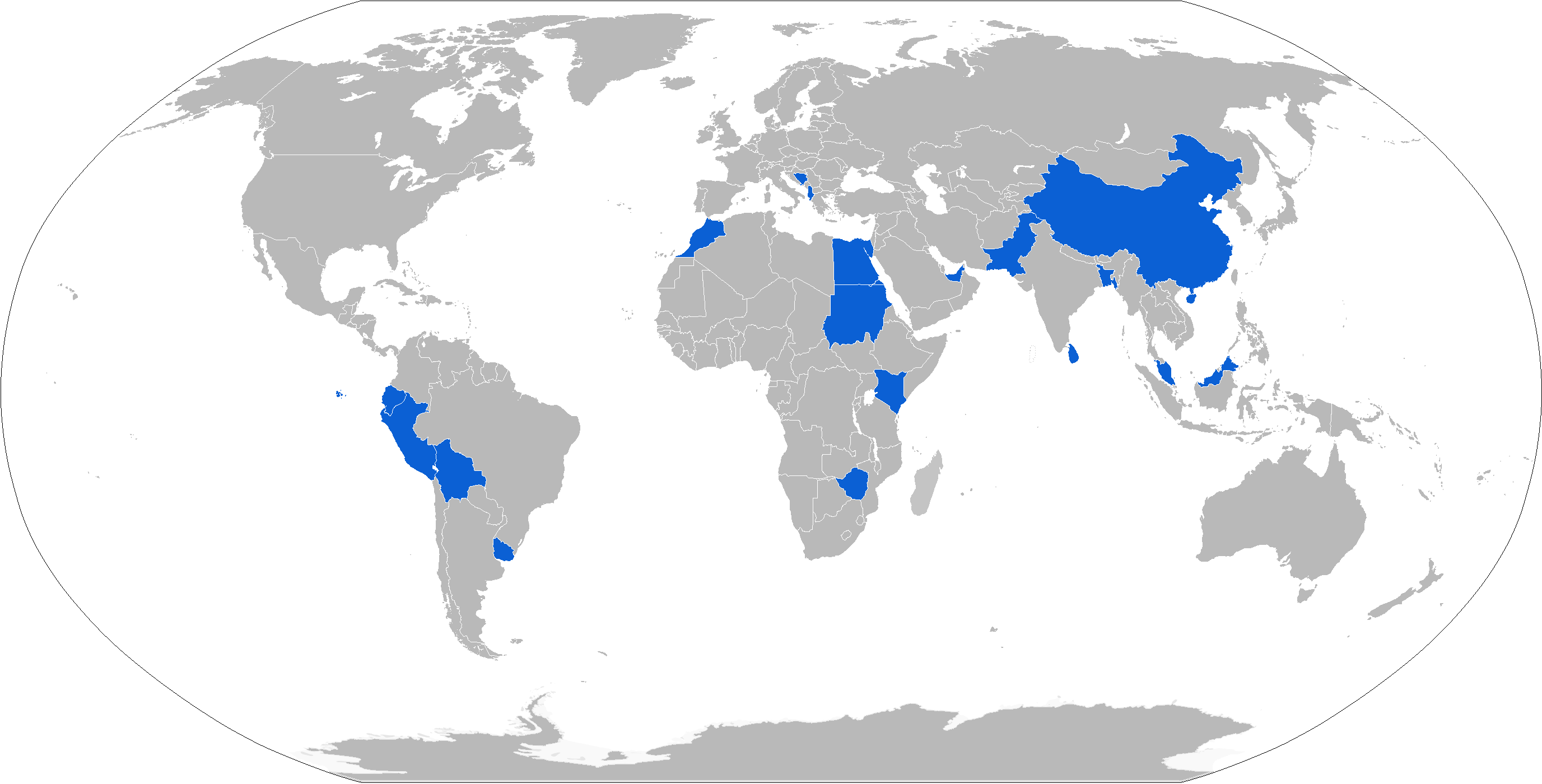
HJ-8の運用国（靑）

- ボリビア - 2024年時点で、ボリビア陸軍がHJ-8（車載型を含む）を保有[4]。
- ボスニア・ヘルツェゴビナ
- 中国
- エジプト
- エクアドル
- モロッコ - 2024年時点で、モロッコ陸軍がHJ-8Lを保有[5]。
- ペルー
- スーダン
- アラブ首長国連邦[1]
- ウルグアイ

バクタ・シカン
- バングラデシュ[3]
- マレーシア
- パキスタン
- スリランカ